# Garibius pagoketes
Garibius pagoketes är en mångfotingart som beskrevs av Chamberlin 1913. Garibius pagoketes ingår i släktet Garibius och familjen stenkrypare. Inga underarter finns listade i Catalogue of Life.